# Väänla
Väänla is een plaats in de Estlandse gemeente Lääne-Nigula, provincie Läänemaa. De plaats heeft de status van dorp (Estisch: küla).
Tot in oktober 2013 viel Väänla onder de gemeente Taebla. In die maand werd Taebla bij de fusiegemeente Lääne-Nigula gevoegd.

## Bevolking
Het dorp had 20 inwoners op 31 december 2011 en 19 inwoners op 31 december 2021.